# 三条村
三条村（さんじょうむら）は、愛知県中島郡にかつてあった村である。
現在の一宮市三条（旧・尾西市三条）に該当する。

## 歴史
- 1889年（明治22年）10月1日 - 板倉村、宮新田、苅安賀新田が合併し、三条村発足。
- 1906年（明治39年）5月10日 - 起町、小信中島村、および大徳村の一部[1]が合併し、起町発足。同日三条村は廃止。